# Santuari d'Àrtemis Ortia

Localització del santuari d'Àrtemis Ortia

El santuari de Àrtemis Ortia és un dels centres religiosos més importants de la ciutat grega d'Esparta.

## El santuari
El culte d'Ortia és comú en les quatre poblacions de la Esparta originària: Limnai, Pitana, Kynosoura i Mesoa. Degué estar precedit pel culte de la divinitat poliada Atena, grec Πολιοῦχος, Polioũkhos ('protectora de la ciutat') o grec Χαλκίοικος, Khalkíoikos ('de la casa de bronze').
El santuari era entre Limnai i la riba occidental del riu Eurotes, en una depressió natural. Els vestigis més antics, fragments de ceràmica del període geomètric, en testimonien l'existència des del s. IX ae. En l'origen, el culte era celebrat sobre un altar rectangular fet de terrossos de terra. A principis del s. VIII, el tèmenos tenia un paviment de còdols del riu i envoltat d'un mur trapezoïdal. Un altar de pedra i fusta s'hi construí més tard, així com un temple. Les guerres empreses per Esparta permetien finançar-ne els treballs.
Un segon temple s'hi construí cap al 570 ae, sota el regnat de Lleó i Agasicles (cap a 575–560 ae), els èxits militars dels quals en finançaren les obres. El terreny fou realçat després d'un desbordament de l'Eurotes. Sobre el jaç del riu s'alçà un altar i un temple de pedra calcària, orientats com els edificis anteriors. El segon temple fou totalment refet al s. II ae, tret de l'altar, que els romans reemplaçaren al s. III per un amfiteatre per acollir els turistes de la diamastigosi.

## El culte

### Elements primitius del culte

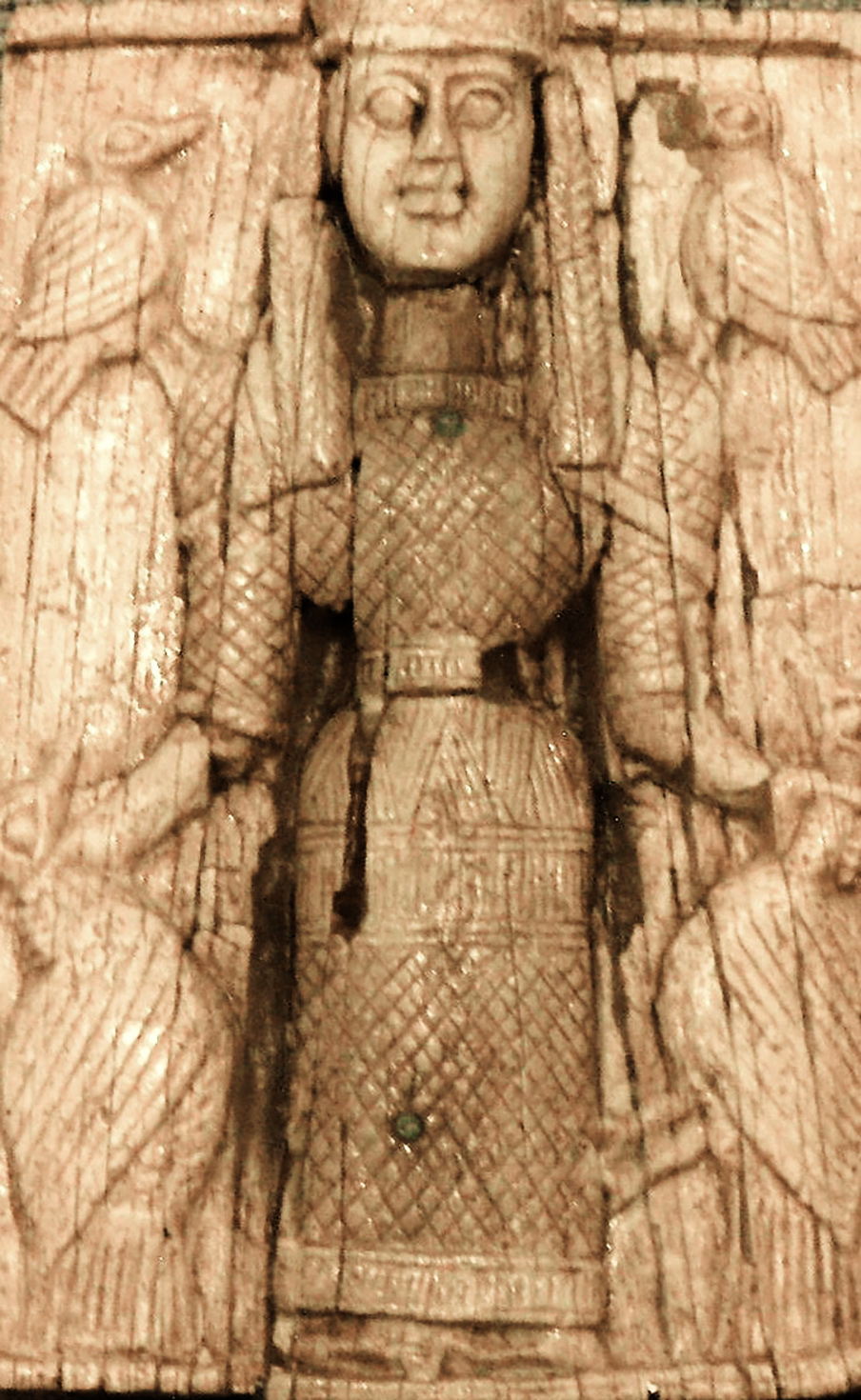
Representació de la dea en un exvot d'ivori, Museu Arqueològic Nacional d'Atenes.

En l'origen, el culte d'Ortia era el d'una religió preantropomòrfica i preolímpica. Les inscripcions esmenten simplement «Ortia» (o altres variants com Ortria) o com el poeta líric Alcman (Partenias, I, v. 61), que l'anomena Aotis ('la de l'aurora', v. 87).
El culte es dirigeix a un xóanon (efígie grollera de fusta) considerat malèfic. Pausànias (III, 16, 9-11) diu que era originari de Tàuric i l'havien furtat Orestes i Ifigenia. Tornava boigs els qui el trobaven, i feia matar-se els espartans que oferien sacrificis a Àrtemis. Només la intervenció d'un oracle permeté «domesticar» l'estàtua. Es vessà sang humana sobre l'altar, que acollia sacrificis humans per sorteig. El legislador Licurg els reemplaçà per la flagelació ritual dels efebs, la diamastigosi. Segons Plutarc (Vida d'Arístides, 17, 10), cal veure-hi més aviat la commemoració d'un episodi de les guerres mèdiques.
Àrtemis hi fou venerada sota l'epiclesi de grec Λυγοδέσμα, Lygodésma, literalment 'en el llaç de vímet', la qual cosa suggereix una estàtua «incòmoda», típica dels cultes grecs primitius. Per Pausànies (ibíd.), el nom s'explica perquè s'hauria trobat el xóanon en un matoll de vímet, que mantenia l'estatueta orthia, és a dir, 'dreta'. El seu culte comprenia, a més de la flagelació, danses individuals de joves i de cors de xiques. Per als xics, el premi del concurs era una falç, la qual cosa fa suposar que es tractava d'un ritu agrari.
La presència d'exvots testimonia la popularitat del culte: màscares d'argila representaven ancians o hoplites, així com figuretes de plom de terracota, mostrant homes i dones tocant la flauta, la lira o els plats, o fins i tot muntant a cavall.

### Ladiamastigosi

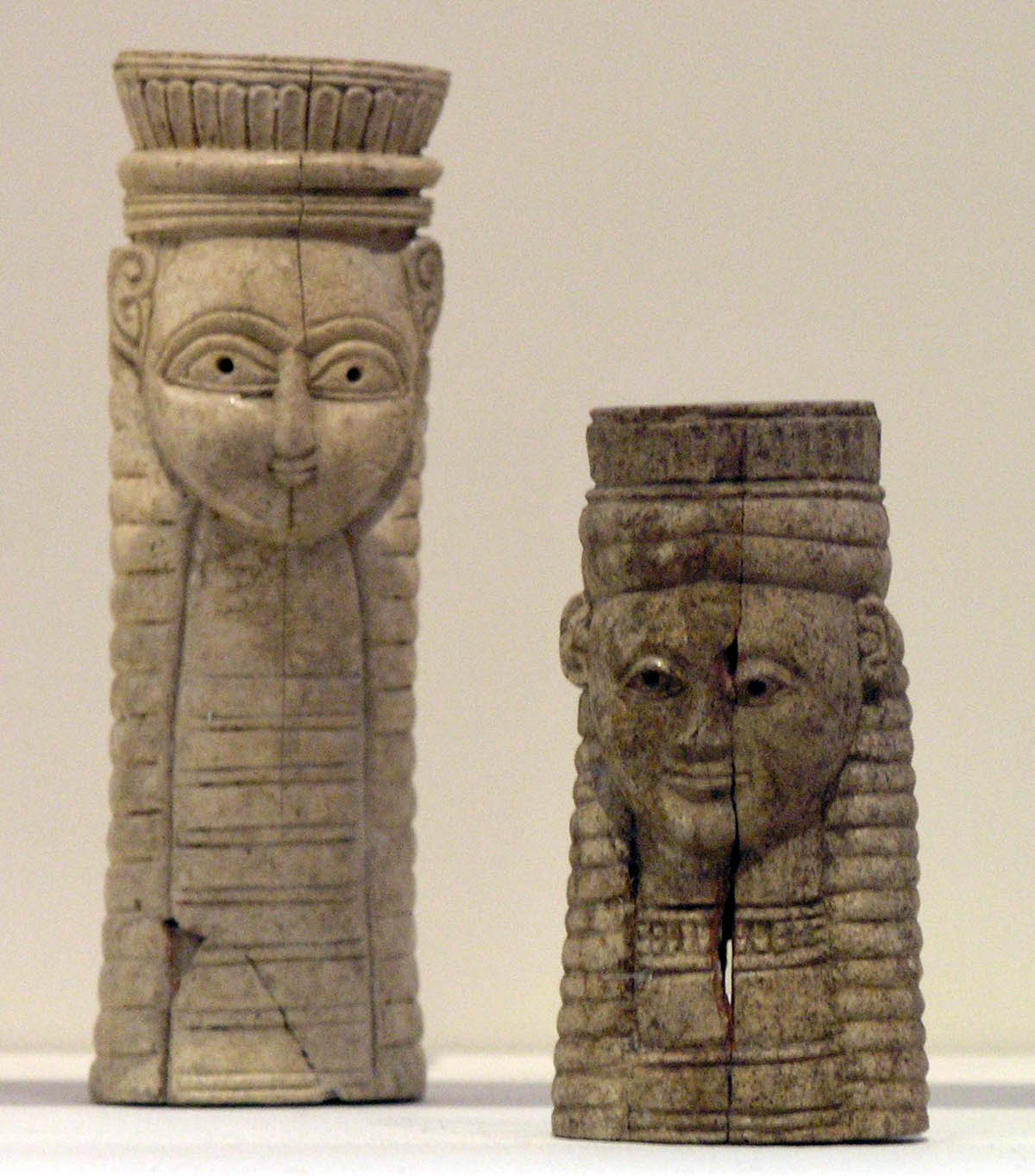
Exvots del santuari, pròtoms d'animals, Museu Arqueològic Nacional d'Atenes

El culte d'Ortia donava lloc a la διαμαστίγωσις, diamastigosi (de διαμαστιγῶ, diamastigô, 'assotar durament'), la flagelació dels efebs, descrita per Plutarc, Xenofont i Plató. S'apilaven uns formatges damunt l'altar, protegits per adults armats de fuets. Els joves se n'havien d'apropiar, reptant les fuetades. Almenys, en època romana, la sacerdotessa podia controlar la força dels colps: segons Pausànias (III, 16, 10–11), aquesta portava al llarg del ritual el xóanon d'Ortia. Quan un dels portafuets detenia els colps, per no desfigurar un jovenet o en consideració a la família, el xóanon considerava la seua funció entorpida. La sacerdotessa renyava llavors a l'assotador culpable.
En època romana, segons Ciceró (Tusculanes, II, 34), el ritual s'havia transformat en un espectacle sagnant, i arribava de vegades a la mort d'un jove, sota la mirada dels espectadors arribats de tot l'imperi. S'hagué de construir fins i tot un amfiteatre, al s. III, per acollir els turistes. Libani indica que encara al s. IV, l'espectacle atreia curiosos.

## L'exploració del jaciment
El santuari, el descobrí a principis del segle xx l'Escola britànica d'arqueologia, durant les seues excavacions a Lacònia. En aquesta època, el lloc albergava únicament les ruïnes d'un teatre romà, àmpliament saquejades des de la fundació de l'Esparta moderna al 1834 i a punt de ser cobertes pel riu. Ràpidament, els arqueòlegs, sota la direcció de R. M. Dawkins, van trobar vestigis grecs. Dawkins escrigué: «El teatre romà ha pogut protegir-se eficaçment (…) una gran quantitat d'objectes arcaics que, per la llum que llancen sobre la primitiva Esparta, han donat a aquesta excavació una importància cabdal.»
La primera campanya d'excavacions durà cinc estacions, al final de les quals Dawinks publicà el 1910 una Història del santuari. Estigué marcada per un recurs intensiu de l'estratigrafia. La campanya de 1924–1928 a Esparta inclogué també un episodi de neteja a Ortia el 1928.

## Vegeu també

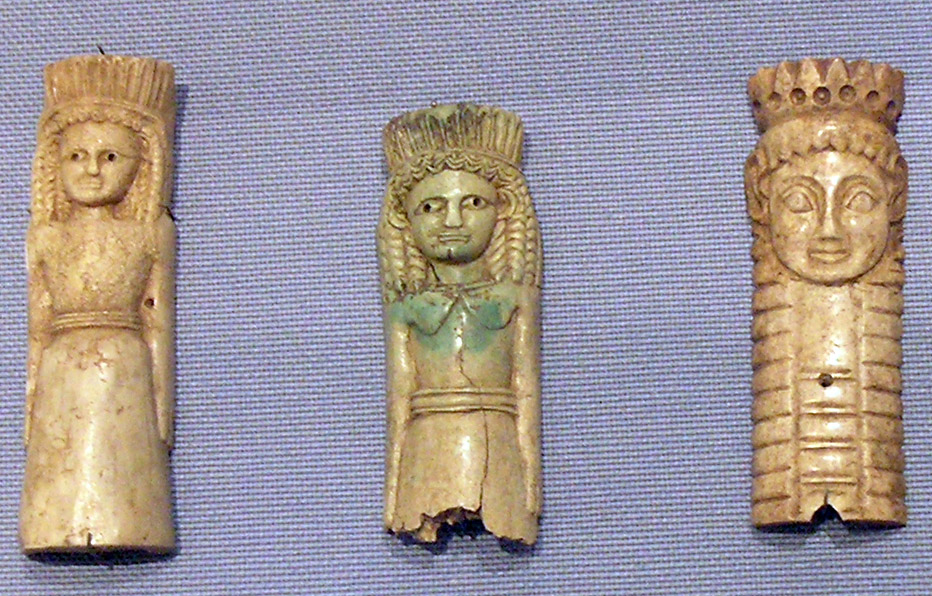
Pròtoms d'ivori de la dea, ofrenes del santuari, Museu Arqueològic Nacional d'Atenes